# جغرافيا مالاوي

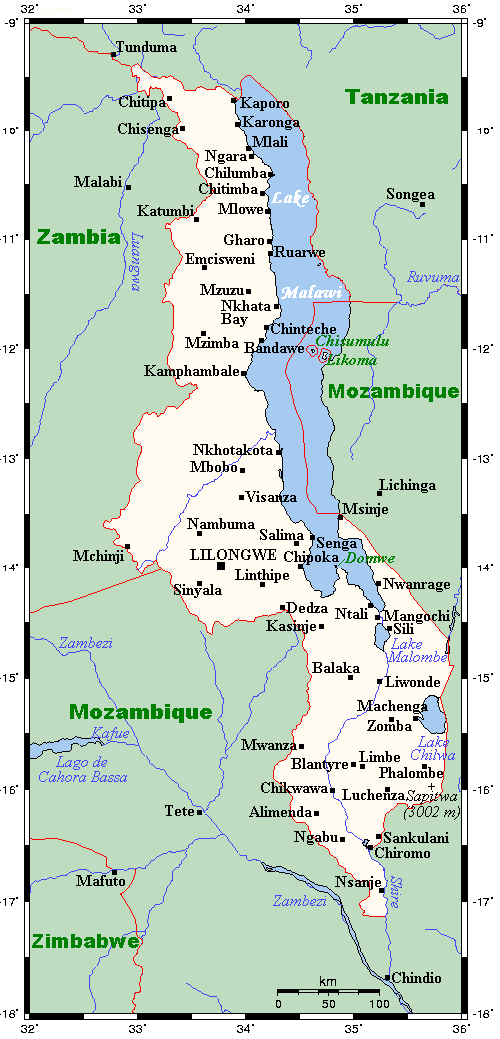
مدن وبلدات وقرى مالاوي الأكبر

موقع مالاوي

مالاوي بلد غير ساحلي يقع في جنوب شرق إفريقيا.تقع بالكامل داخل المناطق الاستوائية.من حوالي 9 ° 30 جنوبا في أقصى شمالها إلى حوالي 17 درجة جنوبا في أقصى الجنوب.تحتل البلاد قطاعًا رفيعًا من الأرض بين زامبيا وموزمبيق،وتمتد جنوبًا إلى موزمبيق على طول وادي نهر شاير . في الشمال والشمال الشرقي، تشترك أيضًا في الحدود مع تنزانيا.ترتبط مالاوي عن طريق السكك الحديدية بموانئ موزمبيق ناكالا وبيرا.تقع بين خطي عرض 9 درجة و18درجة جنوبا وخطي طول 32 درجة و36درجة شرقا .
يمر الوادي المتصدع العظيم عبر البلاد من الشمال إلى الجنوب.تقع بحيرة مالاوي داخل الوادي المتصدع، وتشكل أكثر من ثلاثة أرباع الحدود الشرقية لمالاوي. يتدفق نهر شاير أسفل الوادي المتصدع من الطرف الجنوبي للبحيرة لينضم إلى نهر زامبيزي في أقصى الجنوب في موزمبيق.
تقع الهضاب والجبال إلى الشرق والغرب من الوادي المتصدع.تقع هضبة نيكا غرب بحيرة مالاوي في شمال البلاد. تقع مرتفعات شاير في جنوب مالاوي، شرق الوادي المتصدع ونهر شاير وجنوب بحيرة مالاوي. ترتفع قمم جبال زومبا ومولانجي من المرتفعات إلى ارتفاعات 7,000 و 10,000 قدم (2,134 و 3,048 م).
يوجد في مالاوي موقعان مدرجان في قائمة اليونسكو للتراث العالمي.تم إدراج حديقة بحيرة مالاوي الوطنية لأول مرة في عام 1984وتم إدراج منطقة تشونغوني للفنون الصخرية في عام2006. مناخ مالاوي حار في المناطق المنخفضة في جنوب البلاد ومعتدل في المرتفعات الشمالية.

## جغرافية

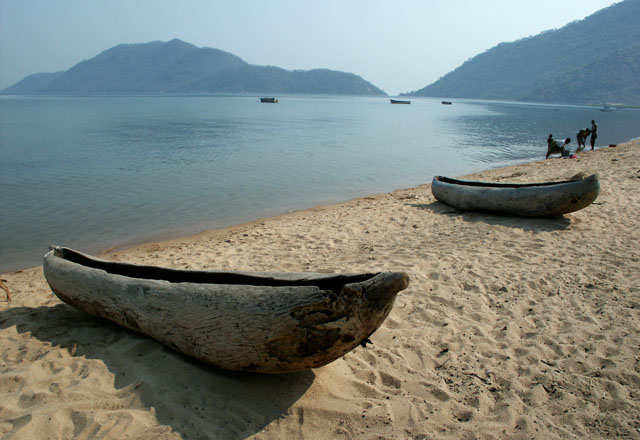
زورقان صغيران على شاطئ بحيرة مالاوي

يجتاز الوادي المتصدع العظيم البلاد من الشمال إلى الجنوب.في هذا الحوض العميق تقع بحيرة مالاوي(وتسمى أيضًا بحيرة نياسا)،وهي ثالث أكبر بحيرة في إفريقيا، وتضم حوالي25٪من مساحة مالاوي.تسمى بحيرة مالاوي أحيانًا ببحيرة التقويم حيث تبلغ 365 ميل (587 كـم)وطول 52 ميل (84 كـم) واسعة. يقع سطح بحيرة مالاوي على 1,500 قدم (457 م) فوق مستوى سطح البحر، وبعمق أقصى 2,300 قدم (701 م)،مما يعني أن قاع البحيرة يزيد عن700 قدم (213 م)تحت مستوى سطح البحر في بعض النقاط.يتدفق نهر شاير من الطرف الجنوبي للبحيرة وينضم إلى نهر زامبيزي على 400 كيلومتر (249 ميل) جنوب موزمبيق.
غرب الوادي المتصدع العظيم، تشكل الأرض هضابًا عالية، وترتفع الهضاب بشكل عام من3,000 إلى 4,000 قدم (914 إلى 1,219 م)فوق مستوى سطح البحر. في الشمال، ترتفع مرتفعات نيكا 8,000 قدم (2,438 م).وقد صنفت في المنطقة الواقعة إلى الغرب من بحيرة في شمال ووسط مالاوي من قبل صندوق العالمي للحياة البرية كجزء من زامبيزيان وسط الغابات ميومبو الإيكولوجية .
جنوب البحيرة تقع مرتفعات شاير بارتفاع 600–1,600 متر (1,969–5,249 قدم)،وترتفع إلى ارتفاعات 2,130 و 3,002 متر (6,988 و 9,849 قدم)في هضبة زومبا ومولانج ماسيف على التوالي.تقع سلسلة جبال كيرك غرب شاير وتشكل الحدود مع موزمبيق. في امتداد المتوسط ما بين شيغارو وشيكواوا، ونهر شاير يسقط نحو 400 متر خلال 80 على بعد كم من الأودية، المنحدرات، وإعتام عدسة العين. في أقصى الجنوب، يدخل نهر شاير إلى الأراضي المنخفضة في زامبيزي،ويبلغ الارتفاع من 60–90 متر (197–295 قدم)فوق مستوى سطح البحر.
يوجد في مالاوي خمس حدائق وطنية :
- حديقة كيب ماكلير الوطنية
- حديقة كاسونجو الوطنية
- حديقة لنقوي الوطنية
- حديقة ليوند الوطنية
- حديقة نيكا الوطنية

## مناخ
مناخ مالاوي استوائي بشكل عام.يؤدي الارتفاع إلى اعتدال ما يمكن أن يكون مناخًا استوائيًا.بين شهري نوفمبر وأبريل تكون درجة الحرارة دافئة مع هطول أمطار استوائية وعواصف رعدية، مع وصول العواصف إلى ذروتها في أواخر مارس.بعد شهر مارس، يتضاءل هطول الأمطار بسرعة ومن مايو إلى سبتمبر يطفو ضباب رطب من المرتفعات إلى الهضاب، مع عدم هطول الأمطار تقريبًا خلال هذه الأشهر.
يكون الجو حارًا ورطبًا من سبتمبر إلى أبريل على طول البحيرة وفي وادي شاير السفلي، حيث يبلغ متوسط الحد الأقصى خلال النهار حوالي 27 إلى 29 °م (80.6 إلى 84.2 °ف).ليلونغوي حار ورطب أيضًا خلال هذه الأشهر، وإن كان أقل بكثير مما هو عليه في الجنوب.بقية البلاد دافئة خلال تلك الأشهر مع درجة حرارة قصوى خلال النهار حوالي 25 °م (77 °ف).من يونيو إلى أغسطس، تكون مناطق البحيرة والجنوب دافئة بشكل مريح، مع حد أقصى خلال النهار يبلغ حوالي 23 °م (73.4 °ف)،لكن بقية مالاوي يمكن أن تكون باردة في الليل، مع درجات حرارة تتراوح بين 10–14 °م (50.0–57.2 °ف).غالبًا ما تكون المناطق المرتفعة مثل مولانجي ونيكا باردة في الليل(حوالي 6–8 °م (42.8–46.4 °ف) ) خلال شهري يونيو ويوليو.
يُظهر كارونجا في أقصى الشمال تباينًا طفيفًا في درجة الحرارة مع بقاء درجة الحرارة القصوى خلال النهار بين25 إلى 26 °م (77.0 إلى 78.8 °ف)مدار السنة ولكنها غير معتادة في شهري أبريل ومايو هما أكثر أوقات السنة رطوبة بسبب الرياح الجنوبية القوية على طول البحيرة.

## منطقة
تبلغ المساحة الإجمالية للبلاد 118484 كيلومترات مربعة، لكن هذا يشمل 24404 كيلومترًا كيلومتر مربع من سطح الماء، وتتكون أساسا من بحيرة مالاوي، ولكن هناك بحيرات كبيرة أخرى، مثل بحيرة مالومبي،بحيرة شيلوا وبحيرة شيونا. مساحة الأرض 94.080 كيلومتر مربع.
تهيمن بحيرة مالاوي على البلاد، والتي تصب في نهر زامبيزي عبر نهر شاير.ونتيجة لذلك، فإن البلاد كلها، باستثناء منطقة شرقية واحدة، هي جزء من نظام الصرف الصحي في زامبيزي، يصرف نهر لوجندا، الذي يعد جزءًا من نظام تصريف نهر روفوما،بحيرة شيوتا والسهول المحيطة. بحيرة شيلوا، حوالي 35 كيلومتر (22 ميل) جنوب بحيرة كيوتا غير عادي لأنه لا يوجد منفذ على الرغم من أنه عندما يفيض يتدفق إلى بحيرة كيوتا عبر سهل مستنقع . تضمن معدلات التبخر العالية أن البحيرة نادراً ما تمتلئ - معظم البحيرة بعمق متر واحد فقط أو أقل.
البيئة القضايا الحالية: إزالة الغابات؛تدهور الأراضيتلوث المياه من الجريان السطحي الزراعي والصرف الصحي والنفايات الصناعية،يؤدي ترسب أماكن التفريخ إلى تعريض تجمعات الأسماك للخطر
البيئة — الاتفاقيات الدولية:طرف في: التنوع البيولوجي، تغير المناخ، تغير المناخ بروتوكول كيوتو،التصحر، الأنواع المهددة بالانقراض، التعديل البيئي، النفايات الخطرة، الحفاظ على الحياة البحرية، حماية طبقة الأوزون، تلوث السفن، الأراضي الرطبة وقعت ولم تصدق: قانون البحار 

## النقاط المتطرفة
هذه قائمة بالنقاط المتطرفة في مالاوي، النقاط التي تقع في أقصى الشمال أو الجنوب أو الشرق أو الغرب من أي موقع آخر
- أقصى نقطة في الشمال - نقطة ثلاثية مع تنزانيا وزامبيا ، المنطقة الشمالية
- أقصى نقطة شرقية - موقع غير مسمى على الحدود مع موزمبيق مباشرة جنوب غرب قرية بوينا عوزي الموزمبيقية، المنطقة الجنوبية
- أقصى نقطة جنوبية - موقع غير مسمى على الحدود مع موزمبيق مباشرة شمال شرق قرية جوسين الموزمبيقية، المنطقة الجنوبية
- أقصى نقطة في الغرب - موقع غير مسمى على الحدود مع زامبيا، شرق بلدة تشيباتا الزامبية، المنطقة الوسطى مباشرة